# ترانه عاشقانه‌ای برای یانوشک
ترانهٔ عاشقانه‌ای برای یانوشِک (لهستانی: Ballada o Januszku) یک مینی‌سریال درام لهستانی به کارگردانی هنریک بی‌یلسکی است که در سال ۱۹۸۸ منتشر شد.

## گزیدهٔ بازیگران
- لئونارد آندژیفسکی
- میروسواف باکا
- مارک بارباشیویچ
- باربارا بریسکا
- کشیشتف خامیتس
- آنا چیه‌پیلفسکا
- بوژنا دیکل
- مارک فرانتسکوویاک
- ماریان گلینکا
- ویرگیلیوش گرین
- زوفیا یامری
- یانوش کوئوشینسکی
- هالینا کوسوبودزکا
- ریشارد کوتیس
- یانوش بیلچینسکی
- هلنا کوالچیکووا
- آندژی کراشیتسکی
- ترسا لیپووسکا
- گوستاو لوتکیه‌ویچ
- سواوومیرا وژینسکا
- ایگناتسی ماخوفسکی
- ویسواوا مازورکیویچ
- استانیسواف میخالسکی
- ویتولد پیرکوش
- ماوگوژاتا پریتولاک
- یوزف پیراتسکی
- برونیسواف پاولیک
- یانوش پالوشکیه‌ویچ
- لئون نیمچیک
- بوگوسواف سوخناتسکی
- تاتینا سوسنا-سارنو
- اِوا شیکولسکا
- یژی تورِک
- کاژیمیرا اوتراتا
- زجیسواف واردین
- سیلویا ویسوتسکا
- وویچیخ زاگورسکی
- ماریا کِـلِـیدیش
- استانیسواف باناشوک